# Encyoposis hemichrous
Encyoposis hemichrous är en insektsart som beskrevs av Navás 1912. Encyoposis hemichrous ingår i släktet Encyoposis och familjen fjärilsländor. Inga underarter finns listade i Catalogue of Life.